# Recusatio imperii
Als recusatio imperii (Zurückweisung der Herrschaft) bezeichnet man den Vorgang, wenn eine Person, der die Herrschaft angeboten wird, sich demonstrativ weigert, diese zu übernehmen. Insbesondere im römischen und chinesischen Kaisertum war diese Praxis weit verbreitet.
Zu einer recusatio kann es grundsätzlich nur dann kommen, wenn die Nachfolge in einer Alleinherrschaft nicht automatisiert ist, etwa durch Primogenitur, sondern durch Wahl bzw. Akklamation erfolgen muss. Grundsätzlich kann dabei zwischen „gelungener“ und „gescheiterter“ recusatio unterschieden werden: Im ersten Fall bleibt der Kandidat bei seiner Weigerung, im zweiten gibt er nach und wird Herrscher.
Insbesondere aus dem Imperium Romanum sind viele Fälle bekannt, in denen einem General oder Politiker das Kaisertum angetragen wurde, teils angeblich sogar unter massiver Gewaltandrohung, ohne dass dieser dem Drängen nachgab. Es ist allerdings kein Beispiel überliefert, in dem der unwillige Kandidat daraufhin tatsächlich verletzt oder getötet wurde. Dies wiederum legt den Schluss nahe, dass es sich (auch) in den Fällen, in denen sich Männer vorgeblich dazu drängen ließen, den Purpur anzunehmen, um eine bloße Inszenierung bzw. ein politisches Ritual handelte: Offensichtlich konnte man in Wahrheit nicht gezwungen werden, sich zum Kaiser machen zu lassen. Da jedoch von einem guten Herrscher erwartet wurde, bescheiden zu sein und sich nicht über seine Mitmenschen erheben zu wollen, wurde dies im Rahmen seiner Erhebung inszeniert. Es ging darum, Legitimität für den neuen Herrscher zu erzeugen.
Im Rahmen der antiken Literatur bezeichnet recusatio eine rhetorische Figur bzw. einen Bescheidenheitstopos, wobei der Dichter vorgibt, die Abfassung eines Werkes zunächst abgelehnt zu haben, da er der Aufgabe nicht würdig sei, siehe auch captatio benevolentiae.